# بييرو راتو
بييرو راتو (بالإسبانية: Piero Ratto)‏ هو لاعب كرة قدم بيروفي في مركز نصف الجناح، ولد في 11 مايو 1998 في ليما في بيرو.

## وصلات خارجية
- بييرو راتو على موقع قاعدة بيانات كرة القدم.إي يو (الإنجليزية)
- بييرو راتو على موقع Soccerway.com (الإنجليزية)